# Hadra semicastanea
Hadra semicastanea är en snäckart som först beskrevs av Ludwig Pfeiffer 1849.  Hadra semicastanea ingår i släktet Hadra och familjen Camaenidae. Inga underarter finns listade i Catalogue of Life.